# Йоганна Піш
Йоганна (Гансі) Камілла Піш (англ. Johanna (Hansi) Camilla Piesch) — австрійська бібліотекарка, фізикиня і математикиня, яка зробила значний внесок в алгебру комутацій, одну з основ цифрових обчислень і мов програмування.  Першою розглянула застосування булевої алгебри в 1939 році.

## Біографія
Йоганна Камілла Піш народилася 6 червня 1898 року в Інсбруку. ЇЇ батько Освальд Піш був офіцером кавалерії. Піш виховували у Відні, де після початкової школи вона почала відвідувала середню школу в Реформованій Реальній Гімназії доктора Везелі, яку закінчила в 1916 році. Вона продовжила вивчати фізику у Віденському університеті, здобувши докторський ступінь у 1921 році. Крім того, у 1928 році вона отримала кваліфікацію викладача математики та фізики.
У 1928 році приступила до роботи в службі пошти і телеграфу (Post- und Telegraphenverwaltung), проте в 1938 році під час націонал-соціалістичного режиму їй довелося достроково вийти на пенсію. У липні 1945 року вона змогла повернутися до роботи, очоливши лабораторію ПТТ. У лютому 1956 року вона перейшла в бібліотеку центру документації техніки і науки Технічного університету. У жовтні 1962 року вона знову вийшла на пенсію.
Схоже, що після того, як залишила свій пост у 1938 році, Піш була відправлена до Берліна, де почала працювати над алгеброю перемикання. Це підтверджує її публікація про булеву алгебру в 1939 році, що робить її першою людиною, яка розглянула її застосування. Цим вона проклала шлях для австрійських математиків Адальберта Душека та Отто Плехля, які пізніше взялися за роботу над алгеброю переходів. Особливої уваги заслуговує метод спрощення, запропонований у її другій публікації.
Останні 30 років життя Піш присвятила громадській роботі. Померла 28 вересня 1992 року у Відні. Її праці вплинули на розвиток інформатики.

## Публікації
Значні публікації Йоганни Піш включають:
- 1939: Piesch, H., «Begriff der Allgerneinen Schaltungstechnik» (Концепція загальної теорії комутації), Archiv für Elektrotechnik, Vol. 33, стор. 672—686.
- 1939: Piesch, H., «Über die Vereinfachung von Allgeneinen Schaltungen» (Про спрощення загальних комутаційних схем), Archiv fürElektrotechnik, Vol. 33, стор. 733—746.
- 1951: Piesch, H., «Systematik der Autornatischen Schaltung» (Систематика автоматичного перемикання), OFT, Vol. 5, стор. 2–43.
- 1955: Piesch, H., «Die Matrix in der Schaltungsalebgra zur Planung Relaisgesteuerter Netzwerke» (Матриці в алгебрі комутації для проектування мереж з релейним керуванням), Archiv für elektrische Übertragung, Vol. 9, стор. 460—468.
- 1956: Piesch, H., «Beitrdge zur Modernen Schaltalgebra» (Внесок у сучасну комутаційну алгебру), Конференція в Комо, стор. 16–25.
- 1958: Piesch, H., and Sequenz, H, «Die Österreichischen Wegbereiter der Theorie der Elektrischen Schaltungen» (Австрійські піонери теорії електричної комутації), Elecktrotechnik & Maschinenbau, Vol. 75, стор. 241—245.